# 산 조르조역
산 조르조 역 (San Giorgio)은 제노바 지하철의 역이다. 제노바 시내의 산 조르조 광장 바로 옆에 있는 라이베타 광장에 위치해 있으며 이름은 산 조르조 광장에서 따왔다. 옛 제노바 항구 내에 있으며 제노바 아쿠아리움과 가깝다.
산 조르조 역의 공식 개업날짜는 2003년 7월 25일이지만 실제 운영은 그로부터 며칠이 지난 8월 7일에 들어갔으며, 데 페라리 역이 문을 열 때까지 제노바 지하철의 시종착역 역할을 했다. 2선 1면의 섬식 승강장 구조이며 지상에서 15.5m 깊이의 지하에 위치해 있다.